# Snøde Sogn
Snøde Sogn ist eine Kirchspielsgemeinde (dän.: Sogn)
auf der Insel Langeland im Großen Belt im südlichen Dänemark.
Bis 1970 gehörte sie zur Harde Langelands Nørre Herred im damaligen Svendborg Amt, danach zur Tranekær Kommune im
Fyns Amt, die im Zuge der  Kommunalreform zum 1. Januar 2007 in der
Langeland Kommune in der Region Syddanmark aufgegangen ist.
Im Kirchspiel leben 334 Einwohner, davon 264 im Kirchdorf (Stand: 1. Januar 2023).
Im Kirchspiel liegt die Kirche „Snøde Kirke“.
Nachbargemeinden sind im Nordwesten Stoense Sogn, im Norden Hou Sogn und im Süden Bøstrup Sogn.